# Lobaria pulmonaria
Lobaria pulmonaria és una espècie liquenitzada de fong ascomicot de l'ordre dels lecanorals (Lecanorales). És un gran liquen epífit, compost per la simbiosi del fong, una alga verda i un cianobacteri, és a dir que es tracta d'una simbiosi amb participació de tres regnes biològics. El fong rep el nom de micobiont i el component fotosintètic, format en aquest cas per l'alga verda i el cianobecteri, rep el nom de fotobiont.
És sensible a la contaminació atmosfèrica; n'ha disminuït el nombre d'individus i es considera una espècie amenaçada.
Rep el seu nom del llatí lobus, 'lòbul', i –aria, que indica 'connexió', pel seu tal·lus foliós i lobulat. El terme pulmonària fa referència a la gran semblança de la superfície del seu tal·lus amb els lòbuls pulmonars.

## Descripció

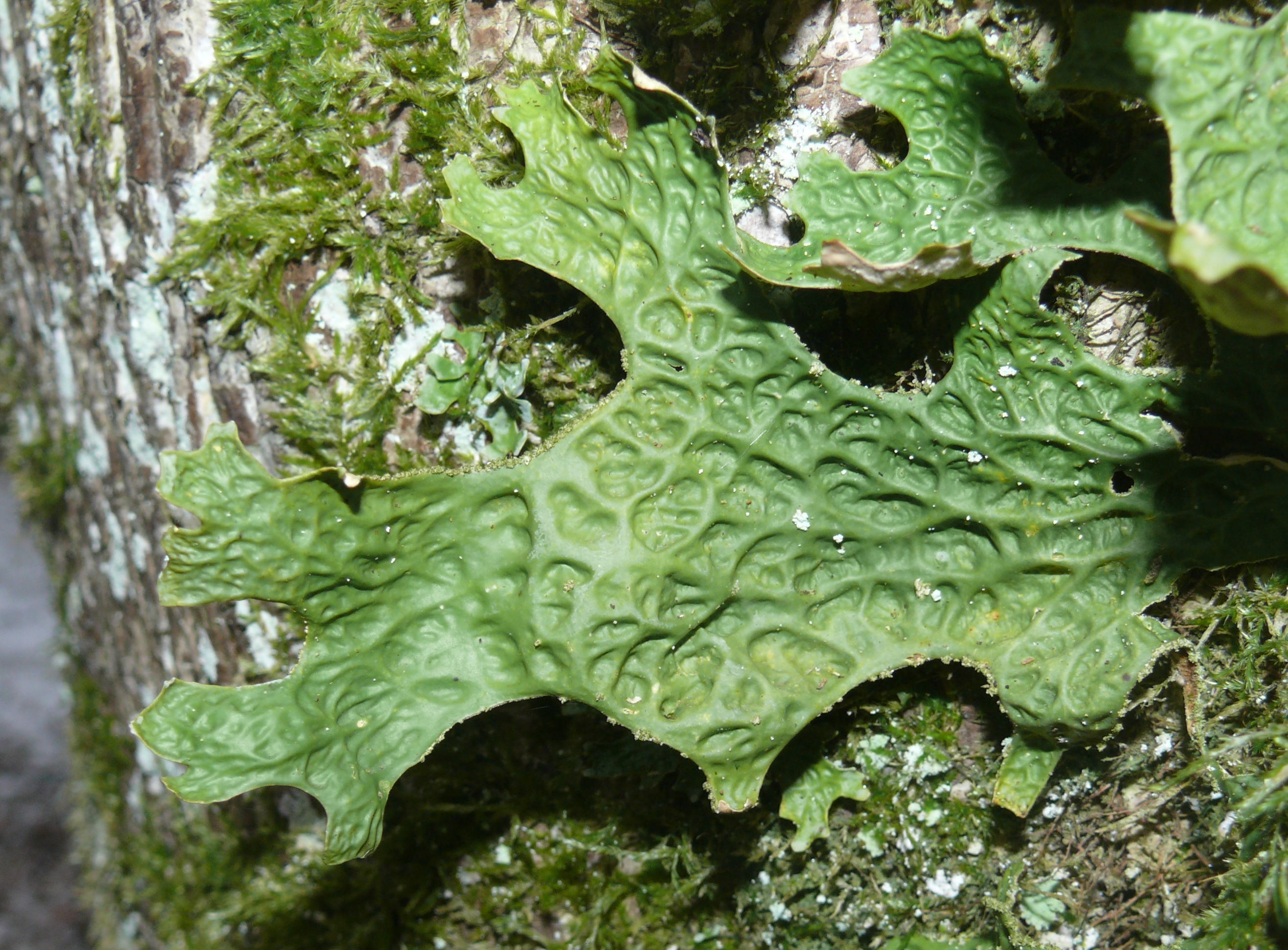
Detall del tal·lus

És un liquen foliós, és a dir que el seu tal·lus té aspecte de fulla i està adherit només parcialment al substrat. El seu color és verd quan està hidratat i bru quan està sec. La cara superior presenta unes depressions i una xarxa de protuberàncies que recorden els nervis de les fulles. Sovint té una capa de pèls a la cara inferior.

### Port i dimensions
El tal·lus és, generalment, d'uns 5 a 15 centímetres de diàmetre, amb lòbuls d'uns 1-3 centímetres d'amplada i fins a 7 de llargada. Com més a l'extrem de les "fulles" més petits són els lòbuls.

### Òrgans vegetatius
La formació d'un tal·lus amb estructura complexa és la principal característica dels líquens. El tal·lus que es desenvolupa en la major part dels líquens està estratificat internament. Consta de diverses capes ordenades: còrtex superior, capa del fotobiont, medul·la i còrtex inferior. El còrtex és doncs una capa protectora que es pot comparar amb l'epidermis d'una planta verda.
Lobaria pulmonaria té forma laminar, amb la cara inferior diferenciada. En estar adherida només parcialment al substrat, pot ser-ne separada sense destruir-la. Capta l'aigua tant del substrat com de l'atmosfera. Presenta rizines, uns òrgans de fixació, simples o ramificats, que sorgeixen del còrtex o de la mateixa medul·la. Els pèls de la cara inferior estan formats pels extrems lliures de les hifes del còrtex o de la medul·la i serveixen per a captar la humitat. El còrtex, la medul·la, les rizines i el pèls estan formats per les hifes de micobiont.
El fotobiont està compost per la capa d'alga fotosintètica Dictyochloropsis reticulata i pels cefalodis, estructures delimitades que estan constituïdes pel cianobacteri, com és habitual en els líquens amb tres simbionts. Els cefalodis formen taques més fosques en la cara inferior, i acaben englobats dins el tal·lus a mesura que creix el micobiont. El cianobacteri pertany al gènere Nostoc, i representa una important contribució a la simbiosi per la seva capacitat de fixar nitrogen atmosfèric.

### Òrgans reproductors

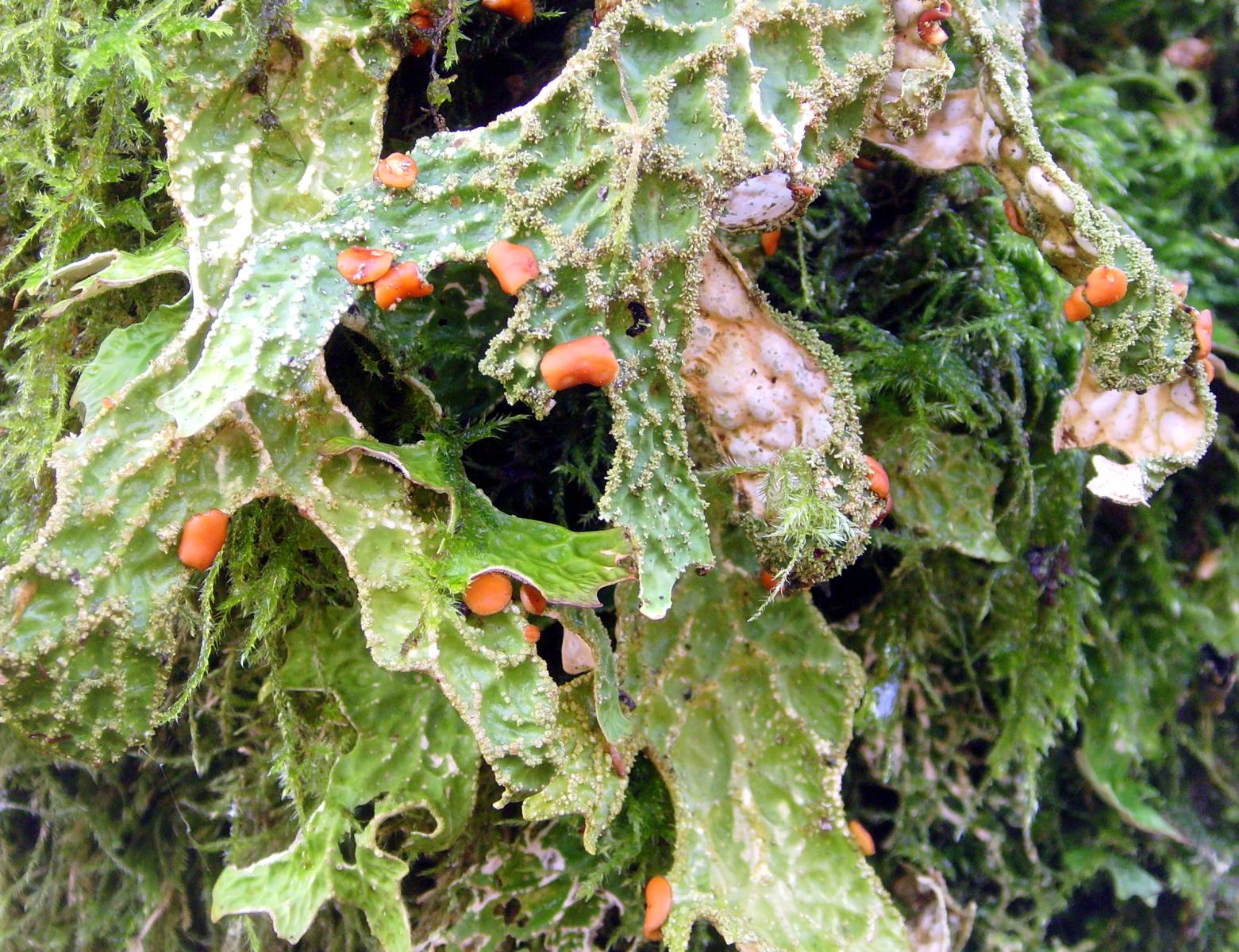
Lobària fèrtil: s'aprecien els apotecis de color taronja en els marges i nombrosos isidis blancs a les carenes del tal·lus

Com una gran part dels líquens, Lobaria pulmonaria pot reproduir-se tant asexualment com sexualment.
- La reproducció asexual és la més freqüent. Es fa mitjançant dos tipus de propàguls: els soredis i els isidis. Els primers estan formats per hifes de fong i teixit d'alga entremesclats, mentre que en els segons els dos simbionts són disposats reflectint l'estructura interna del tal·lus i embolicats per una capa de còrtex. Acaben sent expulsats del liquen i germinen produint un nou tal·lus, que tanmateix no serà complet fins que no trobi un cianobacteri.

- Quant a la reproducció sexual, els òrgans reproductors es troben agrupats en apotecis discoidals de color taronja, situats al marge dels lòbuls. Al seu interior es troba l'himeni, que produeix les espores resultants de la multiplicació sexual del fong. Aquestes espores són alliberades en l'aire i són capaces de germinar en condicions favorables i produir un nou miceli. Però en ser únicament fong, necessiten trobar una alga i un cianobacteri per reconstituir el liquen. Els apotecis alliberen espores durant pràcticament tot l'any.

## Distribució i hàbitat
S'estén per Europa, Àsia, Amèrica del Nord i Àfrica, i prefereix hàbitats humits amb molta pluja, especialment àrees costaneres. Creix als arbres, o als troncs dels arbres ja talats i per terra. Es cria en tota mena de boscos, encara que és més freqüent trobar-la entre roures i faigs. Quant a la seva distribució al Principat, es troba per tota la Comunitat Catalana, encara que és més freqüent a la zona nord que al sud.

## Farmacologia

### Part utilitzada
La part utilitzada és el tal·lus i les espores, ja que com que es troben durant tot l'any es poden recol·lectar en qualsevol època.

### Composició química
Té principis amargs, a causa de l'àcid estictínic (d'estructura pròxima a l'àcid cetràric).

### Usos medicinals
És utilitzada per a:
- Afeccions bronquials: grip, refredats, laringitis, faringitis, bronquitis.
- Anorèxia, gastroenteritis, dispèpsies hiposecretores, discinèsies hepatobiliars, úlceres gastroduodenals.
- Externament: abscessos, ferides i cremades.

Poden produir una sèrie d'efectes secundaris. Els principis amargs indueixen a un augment de la secreció cloropèptica, per la qual cosa, per al tractament de les úlceres gastroduodenals, es recomana associar-la a drogues demulcents, com ara l'arrel del malví.

### Accions farmacològiques i propietats
Als principis amargs, podem atribuir-ne l'acció aperitiva, eupèptica, colagoga i antiemètica, bacteriostàtica i antifúngica. Als mucílags, encara que presents en poca quantitat, els podem atribuir una acció demulcent i balsàmica.

## Altres usos
- Per a fer un tint taronja.
- Per l'adobat de cuir.
- Perfumeria.
- En la indústria cervesera.